# Trichostrongylidae
Famille
Les Trichostrongylidae forment une famille de nématodes (les nématodes sont un embranchement de vers non segmentés, recouverts d'une épaisse cuticule et menant une vie libre ou parasitaire).

## Genres
- Trichostrongylus
- Haemonchus
- Ostertagia
- Nematodirus
- Cooperia
- Hyostrongylus

## Liste des sous-familles et genres
Selon NCBI (2 avr. 2011) :
- sous-famille Libyostrongylinae
  - genre Libyostrongylus
- sous-famille Trichostrongylinae
  - genre Trichostrongylus
- unclassified Trichostrongylidae
  - genre Graphidium
  - genre Hyostrongylus
  - genre Rinadia
  - genre Skrjabinagia